# Hadleigh
|  | Per a altres significats, vegeu «Hadleigh (Essex)». |

Hadleigh és un poble i parròquia civil de Babergh, Suffolk, Anglaterra. Té una població de 8.710 habitants. Al Domesday Book (1086) està escrit amb la forma Hetlega.